# Japetus Steenstrup
Johannes Japetus Smith Steenstrup (Vang, 8 de marzo de 1813 - 20 de junio de 1897, Copenhague) fue un biólogo, zoólogo, geólogo, y profesor danés.
Steenstrup fue el descubridor de la generación alternante, fenómeno por el que la reproducción sucede en dos fases: una sexuada y otra asexuada.
Partiendo de sus observaciones sobre la generación alternante, que generaliza a la totalidad del mundo orgánico (a excepción de los vertebrados), Steenstrup fue uno de los primeros defensores de la teoría colonial. Según la teoría colonial, los organismos son resultado de la asociación de otros organismos más sencillos, que se especializan perdiendo su individualidad en beneficio del organismo superior que conforman.
Steenstrup descubre en 1842, la posibilidad de usar subfósiles del Postglacial como medio de interpretar cambios climáticos y correlativamente cambios en la vegetación, que llamó sucesión ecológica. Dos de sus estudiantes, Christian Vaupell y Eugen Warming desarrollaron esa línea de investigación.
Fue el profesor de los zoólogos Johan Erik Vesti Boas, Carl Gegenbaur, y de Hans Christian Gram, inventor de la "tinción de Gram".

Junto con Johan Lange, publica Flora Danica fasc. 44.

## Honores

### Eponimia
Género de medusa
- Steenstrupia Forbes (1846)

Especies de fanerógama
- (Cyperaceae) Carex steenstrupii [[Liebm.[3]

## Abreviatura (zoología)
La abreviatura Steenstrup  se emplea para indicar a Japetus Steenstrup como autoridad en la descripción y taxonomía en zoología.

- La abreviatura «Steenstr.» se emplea para indicar a Japetus Steenstrup como autoridad en la descripción y clasificación científica de los vegetales.[4]